# Battant (architecture)
Pour les articles homonymes, voir battant.
Le battant est un terme de menuiserie qui a plusieurs définitions.
Pour la plus répandue, dans une structure, le battant est la partie mobile qui pivote autour d'axes qui sont fixés sur un dormant (ou huisserie). Dans l'usage courant, on a retenu souvent « battant de porte » ou « battant de fenêtre », la moitié d'une porte ou d'une fenêtre qui s'ouvre en deux parties.

## Définitions
Au début du XIXe siècle, en menuiserie, le battant est le nom de chaque pièce de bois placée perpendiculairement, et dans laquelle on fait des mortaises où viennent s'assembler les tenons des traverses. Les montants diffèrent des battants en ce que ce sont eux qui sont assemblés dans les traverses, et qu'au contraire ce sont les traverses qui s'assemblent dans les battants. Les montants, ainsi que les battants, prennent différents noms, selon les ouvrages auxquels on les emploie ; ainsi on dit battant de croisée, de porte, de lambris, de persienne, de parquet, comme on dit bâti. On appelle encore battant les pièces de bois brut qui portent quatre pouces d'épaisseur, douze pouces de largeur, et qui sont destinées à former le bâti d'une porte cochère. 
- Battant-meneau : montant intérieur d'un des deux châssis d'une fenêtre[2] qui entre dans la gueule de loup[N 2].
- Battant de gueule de loup : second montant intérieur de l'autre châssis qui porte côte et reçoit le premier. On appelle meneau le battant, milieu d'un des châssis d'une croisée[2] qui ouvre à gueule de loup[N 3].
- Battant : moitié d'une porte ou d'une fenêtre[2] qui s'ouvre en deux parties[N 2].
- Battant flotté : celui qui présente une plus grande largeur sur un des parements d'une porte que sur l'autre, par le moyen d'un ravalement fait de la demi-épaisseur du bois[N 2].
- Battement : barre de bois mince rapportée sur la rive d'un des vantaux d'une porte, d'un volet, pour recevoir l'autre et cacher la jonction des deux vantaux[N 2].

On dit montant de lambris, de parquet de glace.
Les battants de croisée sont aujourd'hui appelés battants de fenêtre.

## Battant de porte et fenêtre
Cet élément de la partie ouvrante qui vient s'appuyer et en général s'encastrer en contact étanche pour l'air et le bruit avec le reste : soit avec un autre ouvrant, soit avec le bâti qui ne bouge pas. La découpe de cette pièce donnant la forme de jointure en simple ou double panneau mobile est suivant son profil dénommée : en gueule-de-loup, en sifflet, en doucine, à double feuillure.
On trouve le battant simple (un seul panneau) ou les  battants doubles (deux panneaux jointifs un contre l'autre) pour les :
- porte : battant simple ou battant double pouvant avoir un guichet, troisième battant plus petit enchâssé dans un des grands. Le profil des battants va-et-vient, c'est-à-dire de panneaux ouvrables tirés de n'importe côté, permettent le mouvement donné par les pivots qui sont en général avec rappel du mouvement des portes par ressort ;
- fenêtre : châssis vitré pivotant simple ou double ;
- volet ou contrevent : (non coulissant) à battant simple ou double ;
- meuble : portes.

Les pivots classiques communs à toutes les parties mobiles produits par la ferronnerie sont :
- la paumelle dégondable ;
- la charnière non dégondable fixée sur chant (le côté, l'épaisseur) du panneau ;
- la penture dégondable ou non fixée sur le plat (la partie plate) du panneau.